# Fussballclub Köniz 2018-2019
Questa voce raccoglie le informazioni riguardanti il Fussballclub Köniz nelle competizioni ufficiali della stagione 2018-2019.

## Stagione
Nella stagione 2018-2019 il Köniz, allenato da Bernard Pulver e Silvan Rudolf, concluse il campionato di Promotion League al 7º posto. In Coppa Svizzera il Köniz fu eliminato al primo turno dal Sion.

## Rosa
| N. |                      | Ruolo | Calciatore          |
| -- | -------------------- | ----- | ------------------- |
| 10 | Svizzera (bandiera)  | A     | Luther-King Adjei   |
| 98 | Kosovo (bandiera)    | C     | Betim Dalipi        |
| 99 | Croazia (bandiera)   | C     | Dario Harambasic    |
|    | Brasile (bandiera)   | P     | Christian Leite     |
|    | Svizzera (bandiera)  | P     | Christian Schindler |
|    | Germania (bandiera)  | P     | Leon Separautzki    |
|    | Svizzera (bandiera)  | D     | Imanol Carrasco     |
|    | Italia (bandiera)    | D     | Mattia Cinquini     |
|    | Croazia (bandiera)   | D     | Ivan Harambasic     |
|    | Svizzera (bandiera)  | D     | Marvin Pfründer     |
|    | Argentina (bandiera) | D     | Miguel Portillo     |
|    | Svizzera (bandiera)  | D     | Marco Stauffiger    |
|    | Svizzera (bandiera)  | D     | Colin Trachsel      |

| N. |                                 | Ruolo | Calciatore       |
| -- | ------------------------------- | ----- | ---------------- |
|    | Svizzera (bandiera)             | C     | Igor Andrejevic  |
|    | Svizzera (bandiera)             | C     | Valérian Boillat |
|    | Svizzera (bandiera)             | C     | Drin Budakova    |
|    | Romania (bandiera)              | C     | Robyn Chirita    |
|    | Macedonia del Nord (bandiera)   | C     | Hisham Emurli    |
|    | Svizzera (bandiera)             | C     | Evan Melo        |
|    | Svizzera (bandiera)             | C     | Samir Naïli      |
|    | Svizzera (bandiera)             | C     | Laurant Sadiki   |
|    | Svizzera (bandiera)             | C     | Dennis Wyder     |
|    | Bosnia ed Erzegovina (bandiera) | A     | Amar Avdukic     |
|    | Svizzera (bandiera)             | A     | Anto Franjic     |
|    | Svizzera (bandiera)             | A     | Fabio Morelli    |

## Organigramma societario
Area tecnica
- Allenatore: Silvan Rudolf
- Allenatore in seconda: Jiří Koubský
- Preparatore dei portieri:
- Preparatori atletici:

## Calciomercato

### Sessione estiva
| Acquisti | Acquisti | Acquisti | Acquisti |
| R.       | Nome     | da       | Modalità |
| -------- | -------- | -------- | -------- |

| Cessioni | Cessioni | Cessioni | Cessioni |
| R.       | Nome     | a        | Modalità |
| -------- | -------- | -------- | -------- |

### Sessione invernale
| Acquisti | Acquisti | Acquisti | Acquisti |
| R.       | Nome     | da       | Modalità |
| -------- | -------- | -------- | -------- |

| Cessioni | Cessioni | Cessioni | Cessioni |
| R.       | Nome     | a        | Modalità |
| -------- | -------- | -------- | -------- |

## Risultati

### Promotion League
| Arbitro: | Turkes |

|                     |           |                   |
| Adjei 44’ Miani 90’ | Marcatori | 6’ (rig.) Konopek |

| Arbitro: | Schärli |

|             |           |           |
| Alvarez 16’ | Marcatori | 17’ Adjei |

| Arbitro: | Huber |

|            |           |              |
| Bičvić 51’ | Marcatori | 55’ Chentouf |

| Arbitro: | Ovcharov |

|             |           |              |
| Parapar 27’ | Marcatori | 63’ Cinquini |

| Arbitro: | Superczynski |

|                                          |           |  |
| Franjic 3’, 66’ Dangubic 21’ Morelli 87’ | Marcatori |  |

| Arbitro: | Roth |

|            |           |                                |
| Eberle 74’ | Marcatori | 13’ (rig.) Franjic 90’ Morelli |

| Arbitro: | Jancevski |

|                      |           |                         |
| Adjei 3’ Morelli 23’ | Marcatori | 8’ Meva 47’ Yandokouzou |

| Arbitro: | Ghisletta |

|                                 |           |                                              |
| Guto 32’, 59’ (rig.) Seferi 43’ | Marcatori | 2’, 90’ (rig.) Franjic 39’ Tugal 63’ Boillat |

| Arbitro: | Hänggi |

|  |           |            |
|  | Marcatori | 29’ Müller |

| Arbitro: | Thies |

|  |           |                            |
|  | Marcatori | 54’ (rig.) Costa 79’ Kutlu |

| Arbitro: | Ovcharov |

|             |           |                          |
| Spataro 90’ | Marcatori | 27’ Franjic 31’ Ramadani |

| Arbitro: | Odiet |

|                          |           |  |
| Franjic 37’ Ramadani 54’ | Marcatori |  |

| Arbitro: | Turkes |

|                         |           |           |
| Christen 10’ Gasser 79’ | Marcatori | 3’ Bičvić |

| Arbitro: | Dégallier |

|             |           |                 |
| Morelli 43’ | Marcatori | 18’ Facchinetti |

| Arbitro: | Wolfensberger |

|                     |           |  |
| Ciarrocchi 12’, 74’ | Marcatori |  |

| Arbitro: | Thies |

|                   |           |              |
| Kastrati 27’, 72’ | Marcatori | 74’ Pfründer |

| Arbitro: | von Mandach |

|                          |           |                         |
| Dangubic 64’ Avdukic 89’ | Marcatori | 7’ Gauthier 33’ Alvarez |

| Nyon 2 marzo 2019, ore 15:00 CET 18ª giornata | Stade Nyonnais | 0 – 0 referto | Köniz | Centre sportif de Colovray (255 spett.)\| Arbitro: \| Turkes \| |
| Arbitro:                                      | Turkes         |               |       |                                                                 |

| Arbitro: | Bannwart |

|  |           |                                                  |
|  | Marcatori | 26’ Danner 35’ Parapar 90’ Samandjeu 90’ Tavares |

| Arbitro: | Ghisletta |

|  |           |          |
|  | Marcatori | 30’ Melo |

| Arbitro: | Odiet |

|                                |           |                     |
| Melo 14’ Morelli 32’ Adjei 90’ | Marcatori | 20’ (rig.) Abegglen |

| Arbitro: | Huber |

|  |           |                       |
|  | Marcatori | 66’ Adjei 70’ Morelli |

| Arbitro: | Hänggi |

|             |           |                                              |
| Morelli 40’ | Marcatori | 44’ Geri 45’ Schiavano 89’ Pelae 90’ Schultz |

| Arbitro: | Rosset |

|                      |           |                       |
| Giampà 47’ Wicht 56’ | Marcatori | 64’ Boillat 76’ Adjei |

| Arbitro: | Borra |

|  |           |             |
|  | Marcatori | 53’ Morelli |

| Arbitro: | von Mandach |

|                    |           |                    |
| Wyder 34’ Melo 85’ | Marcatori | 7’ Isufi 75’ Suter |

| Arbitro: | Carrard |

|            |           |             |
| Binous 69’ | Marcatori | 90’ Morelli |

| Arbitro: | Dégallier |

|                |           |            |
| Harambasic 90’ | Marcatori | 37’ Gasser |

| Arbitro: | Turkes |

|                                                      |           |  |
| Facchinetti 8’ Yesilcayir 41’ Italo 69’ Stojanov 80’ | Marcatori |  |

| Köniz 25 maggio 2019, ore 16:00 CEST 30ª giornata                                      | Köniz     | 1 – 4 referto                       | Yverdon | Sportplatz Liebefeld-Hessgut (200 spett.) |
| \| \| \| \| \| Naïli 44’ (rig.) \| Marcatori \| 12’, 75’ Pacar 86’ Gudit 90’ Zeneli \| |           |                                     |         |                                           |
|                                                                                        |           |                                     |         |                                           |
| Naïli 44’ (rig.)                                                                       | Marcatori | 12’, 75’ Pacar 86’ Gudit 90’ Zeneli |         |                                           |

### Coppa Svizzera
| Arbitro: | Schneider |

|  |           |                                          |
|  | Marcatori | 15’ Kasami 67’ Djitté 90’ (aut.) Morelli |

## Statistiche

### Statistiche di squadra
| Competizione     | Punti | In casa | In casa | In casa | In casa | In casa | In casa | In trasferta | In trasferta | In trasferta | In trasferta | In trasferta | In trasferta | Totale | Totale | Totale | Totale | Totale | Totale | DR |
| Competizione     | Punti | G       | V       | N       | P       | Gf      | Gs      | G            | V            | N            | P            | Gf           | Gs           | G      | V      | N      | P      | Gf     | Gs     | DR |
| ---------------- | ----- | ------- | ------- | ------- | ------- | ------- | ------- | ------------ | ------------ | ------------ | ------------ | ------------ | ------------ | ------ | ------ | ------ | ------ | ------ | ------ | -- |
| Promotion League | 41    | 15      | 4       | 6       | 5       | 22      | 26      | 15           | 6            | 5            | 4            | 19           | 20           | 30     | 10     | 11     | 9      | 41     | 46     | -5 |
| Coppa Svizzera   | -     | 1       | 0       | 0       | 1       | 0       | 3       | 0            | 0            | 0            | 0            | 0            | 0            | 1      | 0      | 0      | 1      | 0      | 3      | -3 |
| Totale           | 41    | 16      | 4       | 6       | 6       | 22      | 29      | 15           | 6            | 5            | 4            | 19           | 20           | 31     | 10     | 11     | 10     | 41     | 49     | -8 |

### Andamento in campionato
| Giornata  | 1 | 2 | 3 | 4 | 5 | 6 | 7 | 8 | 9 | 10 | 11 | 12 | 13 | 14 | 15 | 16 | 17 | 18 | 19 | 20 | 21 | 22 | 23 | 24 | 25 | 26 | 27 | 28 | 29 | 30 |
| --------- | - | - | - | - | - | - | - | - | - | -- | -- | -- | -- | -- | -- | -- | -- | -- | -- | -- | -- | -- | -- | -- | -- | -- | -- | -- | -- | -- |
| Luogo     | C | T | C | T | C | T | C | T | C | C  | T  | C  | T  | C  | T  | T  | C  | T  | C  | T  | C  | T  | C  | T  | T  | C  | T  | C  | T  | C  |
| Risultato | V | N | N | N | V | V | N | V | P | P  | V  | V  | P  | N  | P  | P  | N  | N  | P  | V  | V  | V  | P  | N  | V  | N  | N  | N  | P  | P  |
| Posizione | 5 | 6 | 6 | 9 | 5 | 3 | 3 | 4 | 4 | 6  | 4  | 4  | 6  | 5  | 7  | 9  | 9  | 9  | 9  | 8  | 7  | 6  | 8  | 7  | 6  | 7  | 7  | 7  | 7  | 7  |

Legenda:

Luogo: C = Casa; T = Trasferta. Risultato: V = Vittoria; N = Pareggio; P = Sconfitta.

### Statistiche dei giocatori
| Giocatore      | Promotion League | Promotion League | Promotion League | Promotion League | Coppa Svizzera | Coppa Svizzera | Coppa Svizzera | Coppa Svizzera | Totale   | Totale | Totale      | Totale     |
| Giocatore      | Presenze         | Reti             | Ammonizioni      | Espulsioni       | Presenze       | Reti           | Ammonizioni    | Espulsioni     | Presenze | Reti   | Ammonizioni | Espulsioni |
| -------------- | ---------------- | ---------------- | ---------------- | ---------------- | -------------- | -------------- | -------------- | -------------- | -------- | ------ | ----------- | ---------- |
| L. Adjei       | 28               | 6                | 5                | 0                | 1              | 0              | 1              | 0              | 29       | 6      | 6           | 0          |
| O. Akbulut     | 14               | 0                | 6                | 0                | 1              | 0              | 0              | 0              | 15       | 0      | 6           | 0          |
| I. Andrejevic  | 0                | 0                | 0                | 0                | 0              | 0              | 0              | 0              | 0        | 0      | 0           | 0          |
| A. Avdukic     | 13               | 1                | 1                | 0                | 0              | 0              | 0              | 0              | 13       | 1      | 1           | 0          |
| M. Bičvić      | 13               | 2                | 0                | 0                | 1              | 0              | 0              | 0              | 14       | 2      | 0           | 0          |
| V. Boillat     | 17               | 2                | 1                | 0                | 0              | 0              | 0              | 0              | 17       | 2      | 1           | 0          |
| D. Budakova    | 7                | 0                | 0                | 0                | 0              | 0              | 0              | 0              | 7        | 0      | 0           | 0          |
| I. Carrasco    | 15               | 0                | 2                | 0                | 0              | 0              | 0              | 0              | 15       | 0      | 2           | 0          |
| R. Chirita     | 3                | 0                | 0                | 0                | 0              | 0              | 0              | 0              | 3        | 0      | 0           | 0          |
| M. Cinquini    | 29               | 1                | 4                | 0                | 1              | 0              | 0              | 0              | 30       | 1      | 4           | 0          |
| B. Dalipi      | 5                | 0                | 2                | 0                | 0              | 0              | 0              | 0              | 5        | 0      | 2           | 0          |
| M. Dangubic    | 15               | 2                | 0                | 0                | 1              | 0              | 0              | 0              | 16       | 2      | 0           | 0          |
| F. Donato      | 5                | 0                | 0                | 1                | 1              | 0              | 0              | 0              | 6        | 0      | 0           | 1          |
| H. Emurli      | 17               | 0                | 0                | 0                | 0              | 0              | 0              | 0              | 17       | 0      | 0           | 0          |
| A. Franjic     | 14               | 7                | 2                | 0                | 1              | 0              | 0              | 0              | 15       | 7      | 2           | 0          |
| D. Harambasic  | 10               | 0                | 2                | 0                | 0              | 0              | 0              | 0              | 10       | 0      | 2           | 0          |
| I. Harambasic  | 6                | 1                | 1                | 0                | 0              | 0              | 0              | 0              | 6        | 1      | 1           | 0          |
| S. Keller      | 0                | 0                | 0                | 0                | 0              | 0              | 0              | 0              | 0        | 0      | 0           | 0          |
| C. Leite       | 29               | 0                | 1                | 0                | 1              | 0              | 0              | 0              | 30       | 0      | 1           | 0          |
| Q. Makshana    | 3                | 0                | 0                | 0                | 1              | 0              | 0              | 0              | 4        | 0      | 0           | 0          |
| V. Mbarga      | 5                | 0                | 0                | 0                | 0              | 0              | 0              | 0              | 5        | 0      | 0           | 0          |
| E. Melo        | 13               | 3                | 2                | 0                | 0              | 0              | 0              | 0              | 13       | 3      | 2           | 0          |
| C. Miani       | 17               | 1                | 3                | 0                | 1              | 0              | 0              | 0              | 18       | 1      | 3           | 0          |
| F. Morelli     | 26               | 9                | 4                | 0                | 1              | 0              | 0              | 0              | 27       | 9      | 4           | 0          |
| S. Naïli       | 26               | 1                | 6                | 0                | 0              | 0              | 0              | 0              | 26       | 1      | 6           | 0          |
| M. Pfründer    | 19               | 1                | 1                | 1                | 0              | 0              | 0              | 0              | 19       | 1      | 1           | 1          |
| M. Portillo    | 6                | 0                | 0                | 0                | 0              | 0              | 0              | 0              | 6        | 0      | 0           | 0          |
| E. Ramadani    | 14               | 2                | 0                | 0                | 1              | 0              | 0              | 0              | 15       | 2      | 0           | 0          |
| L. Sadiki      | 11               | 0                | 0                | 0                | 0              | 0              | 0              | 0              | 11       | 0      | 0           | 0          |
| C. Schindler   | 2                | 0                | 0                | 0                | 0              | 0              | 0              | 0              | 2        | 0      | 0           | 0          |
| L. Separautzki | 0                | 0                | 0                | 0                | 0              | 0              | 0              | 0              | 0        | 0      | 0           | 0          |
| M. Stauffiger  | 15               | 0                | 2                | 0                | 1              | 0              | 0              | 0              | 16       | 0      | 2           | 0          |
| C. Trachsel    | 7                | 0                | 3                | 0                | 0              | 0              | 0              | 0              | 7        | 0      | 3           | 0          |
| I. Tugal       | 12               | 1                | 3                | 0                | 0              | 0              | 0              | 0              | 12       | 1      | 3           | 0          |
| D. Wyder       | 13               | 1                | 1                | 0                | 0              | 0              | 0              | 0              | 13       | 1      | 1           | 0          |
| A. Özcan       | 14               | 0                | 3                | 0                | 1              | 0              | 0              | 0              | 15       | 0      | 3           | 0          |